# 13. janvāra iela
La rue du 13 janvier (en letton : 13. janvāra iela ) est une rue à Rīga en Lettonie.

## Présentation
La rue du 13 janvier est la rue principale des voisinages de Vecrīga, Centrs et Maskavas forštate.
La longueur totale de la rue est de 720 mètres et elle se compose de 6 à 10 voies de circulation,.

## Étymologie
La rue est créée à l'intérieur des remparts des fortifications de la ville à l'époque de la Livonie suédoise au XVIIe siècle et porte alors le nom de Kārļa iela du roi de Suéde. 
Des manifestations ont eu lieu au bout de la rue Karla (allemand : Karlstrasse, russe : Карловская улица) au pont du Daugava au début de la révolution de 1905 en Lettonie (lv) le 13 janvier 1905.
En 1930, la rue a été rebaptisée rue du 13 janvier pour le 25e anniversaire des manifestations de janvier.
À partir de 1936, on l'appelait boulevard de Kārla.
Pendant l'occupation allemande de la Lettonie pendant la Seconde Guerre mondiale, en 1942 la rue a été nommée rue du Général von Hutier en l'honneur d'Oskar von Hutier, le planificateur de la bataille de Riga en 1917. 
En 1944, elle reprit le nom de 13. Janvara iela.

## Transports
- Tram: 1 2 5 10
- Bus: 3, 4, 4z, 7, 8, 10, 21, 22, 23, 25, 26, 35, 38, 39, 43, 54, 55, 63
- Trolleybus :	9, 27

## Galerie

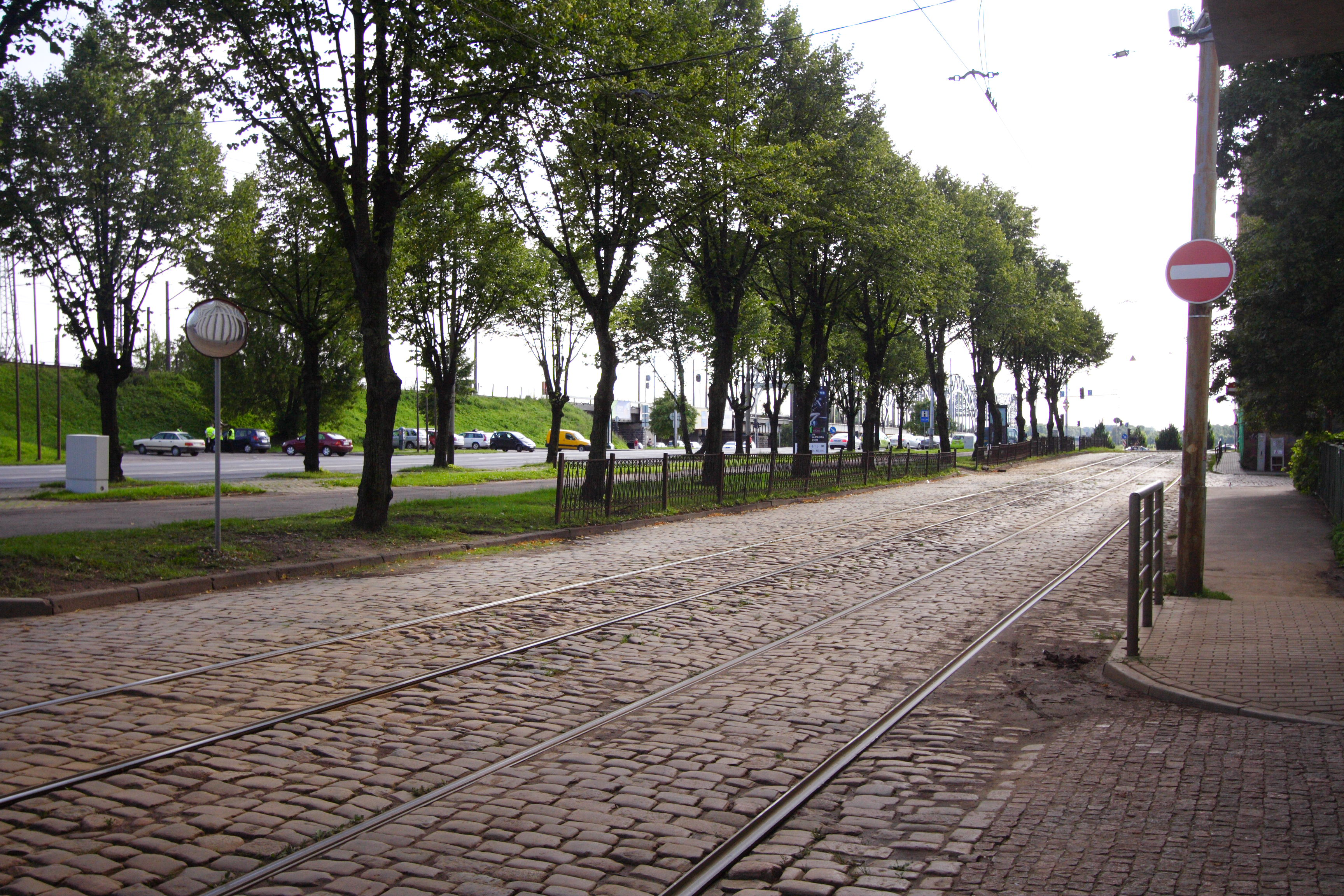
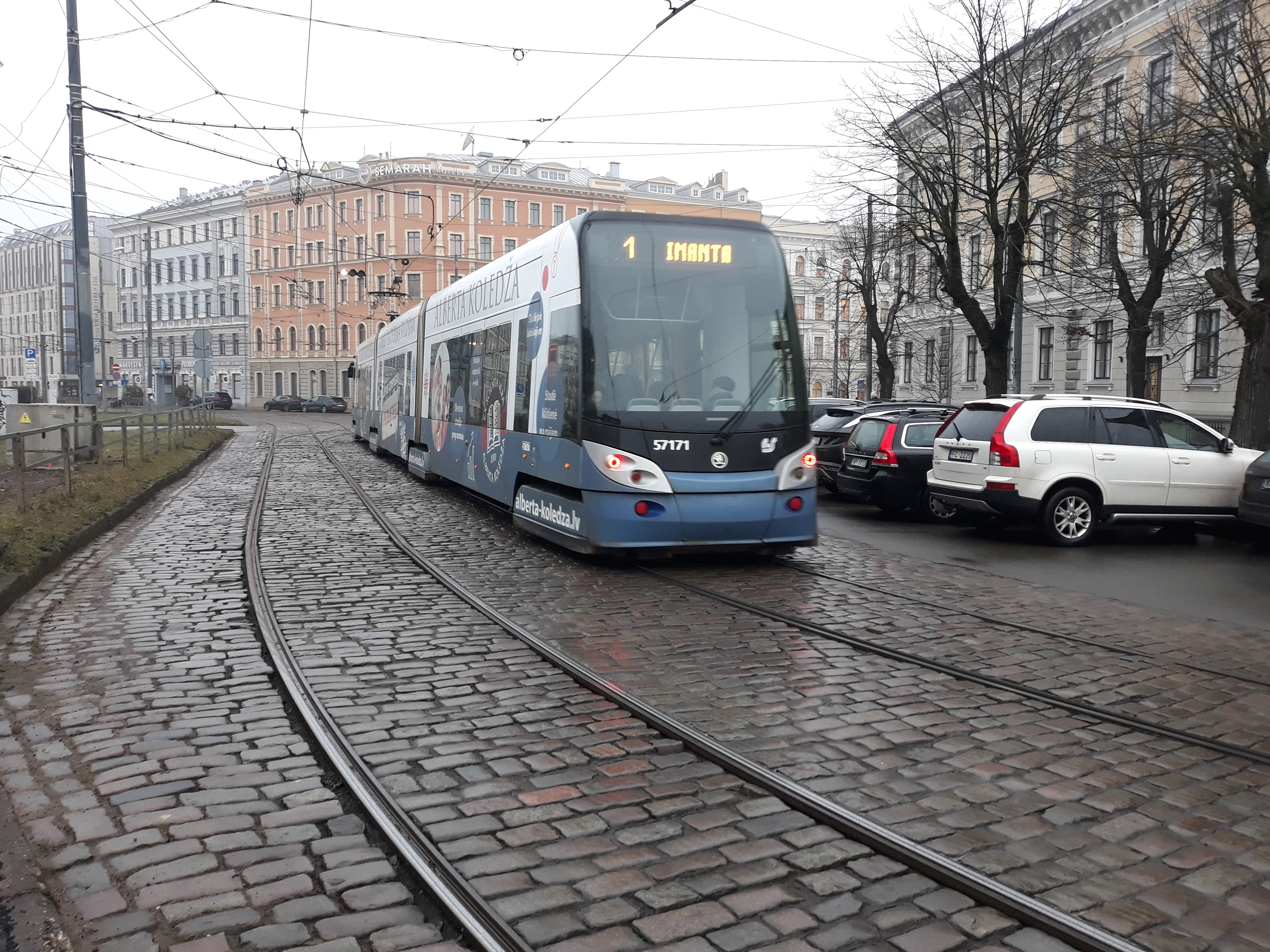
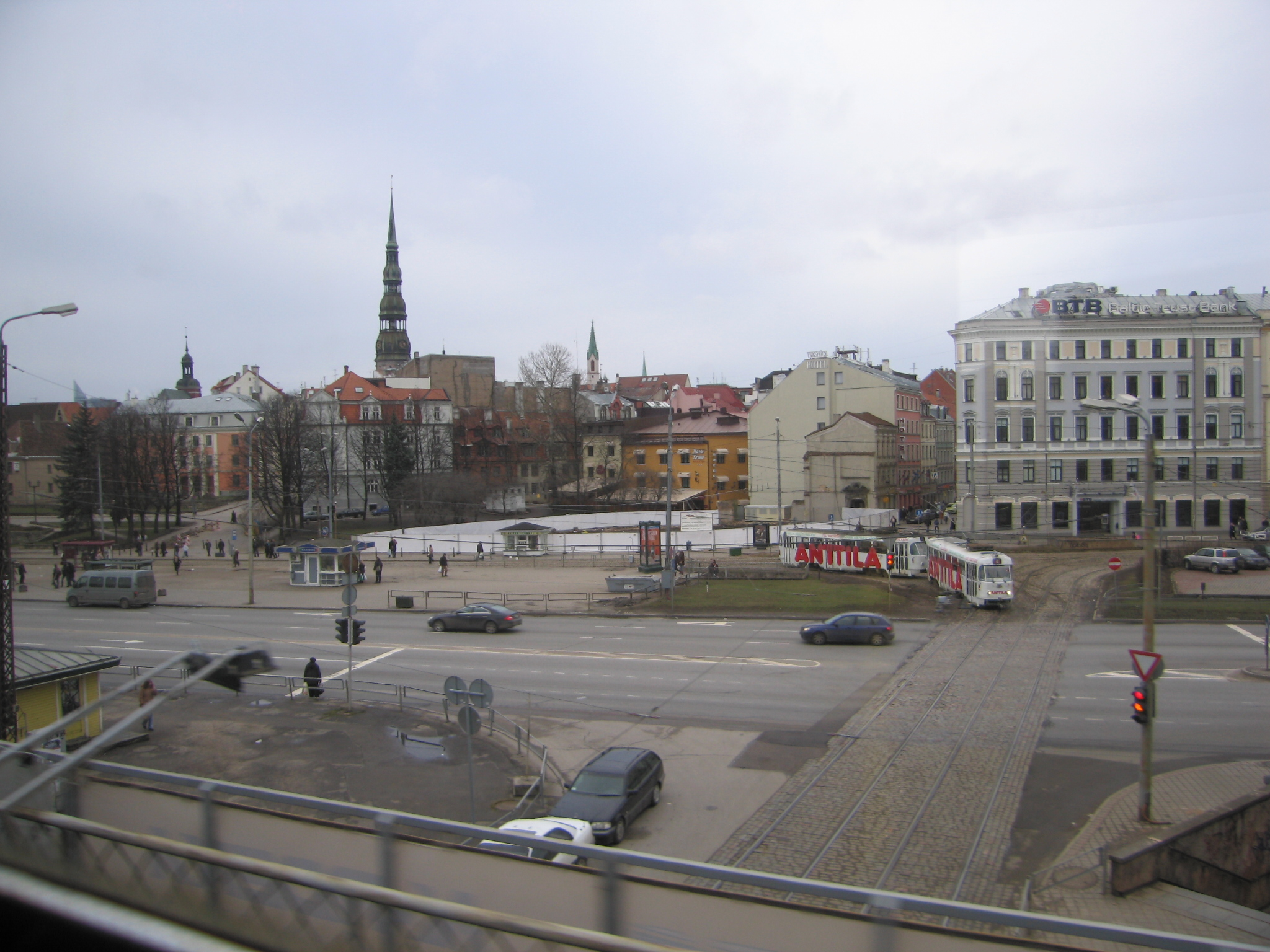
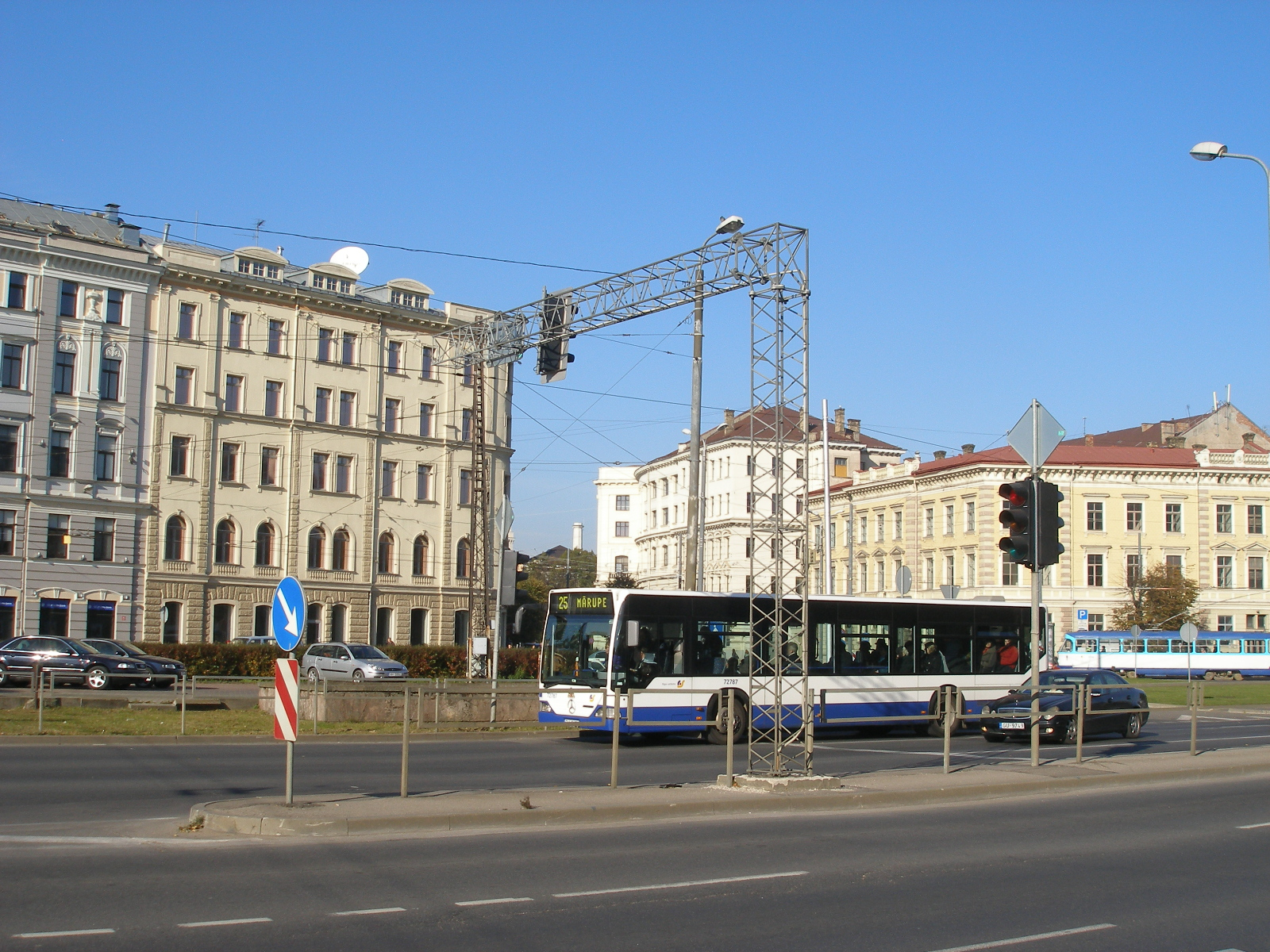

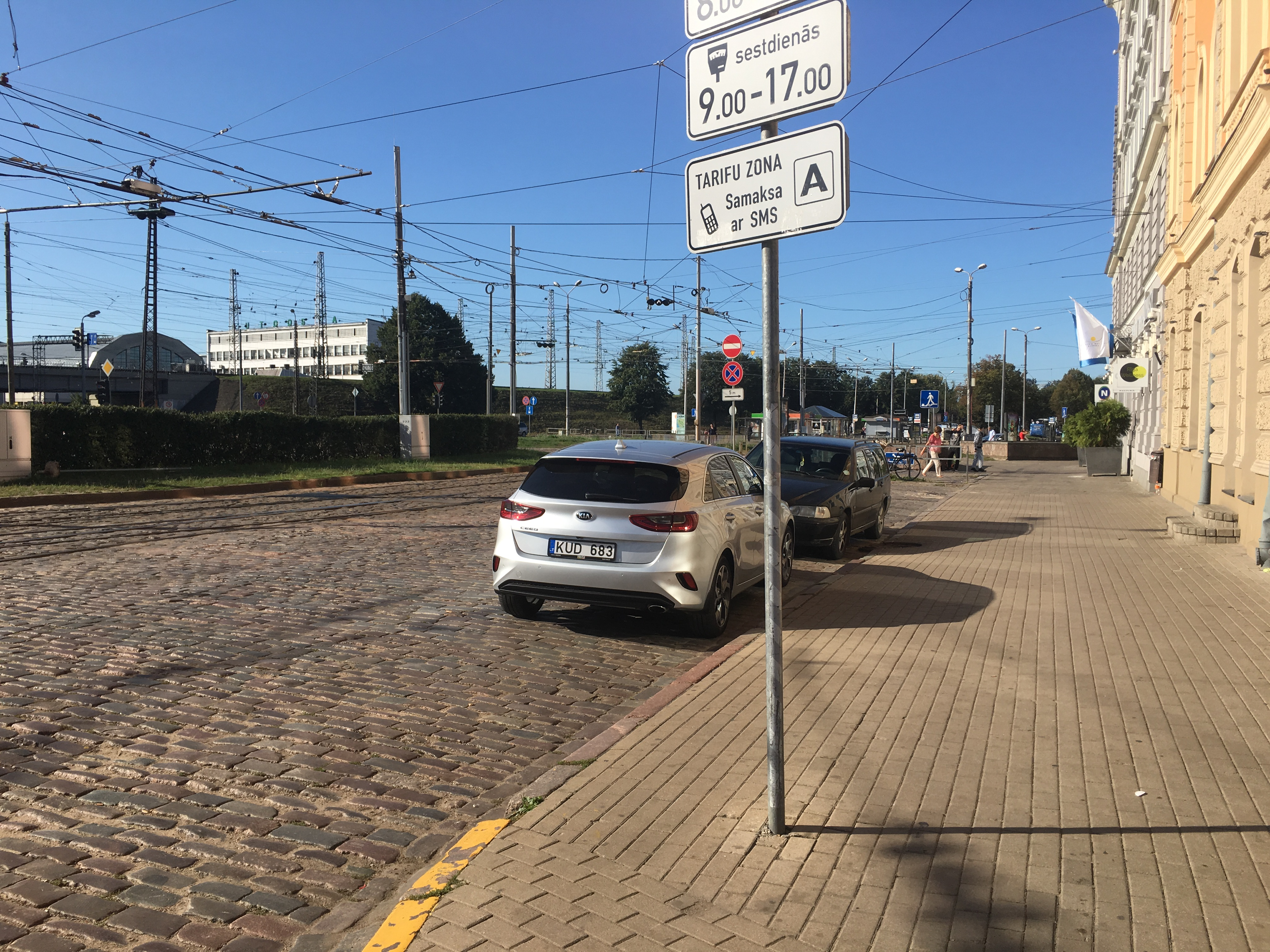
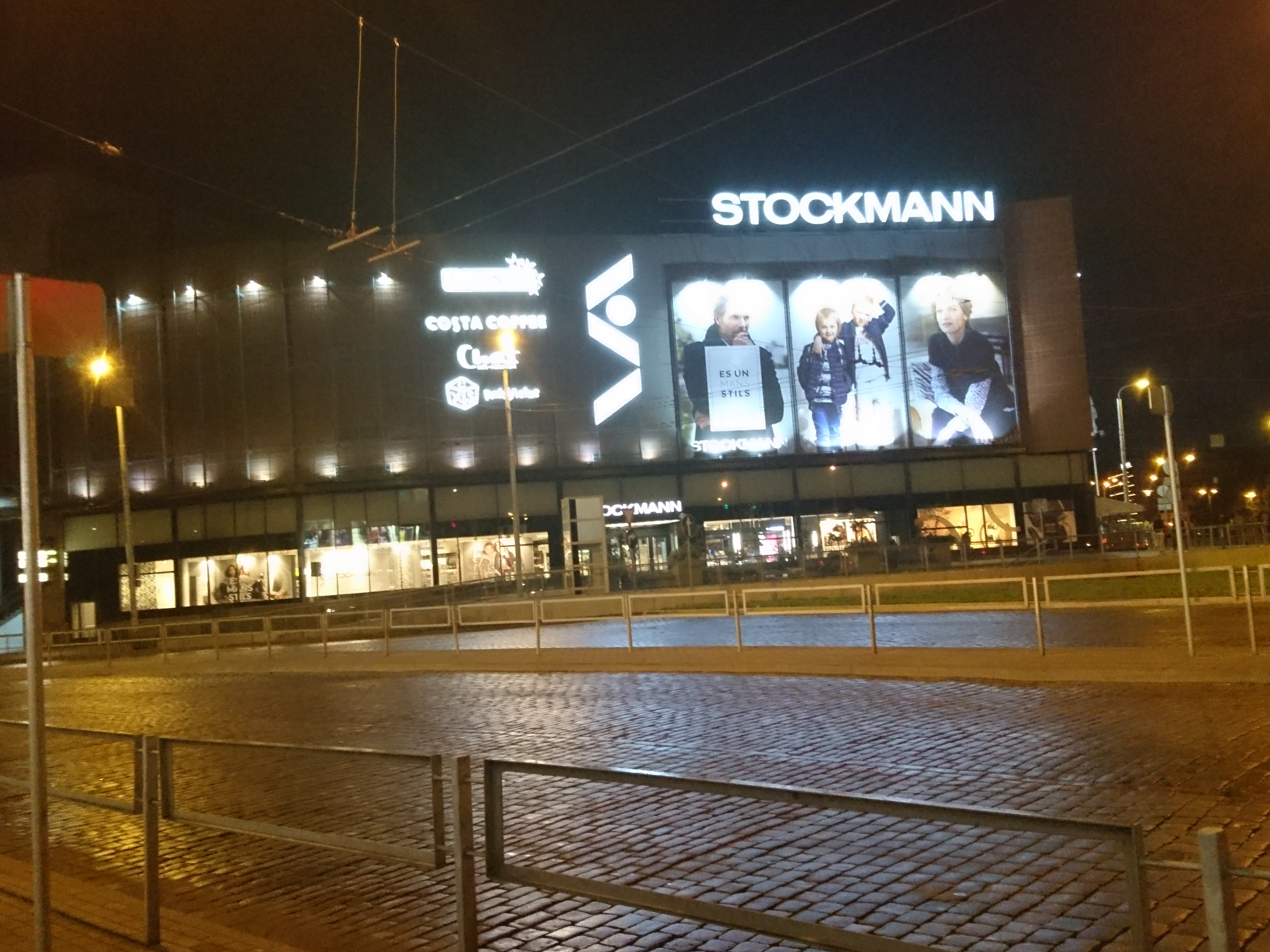
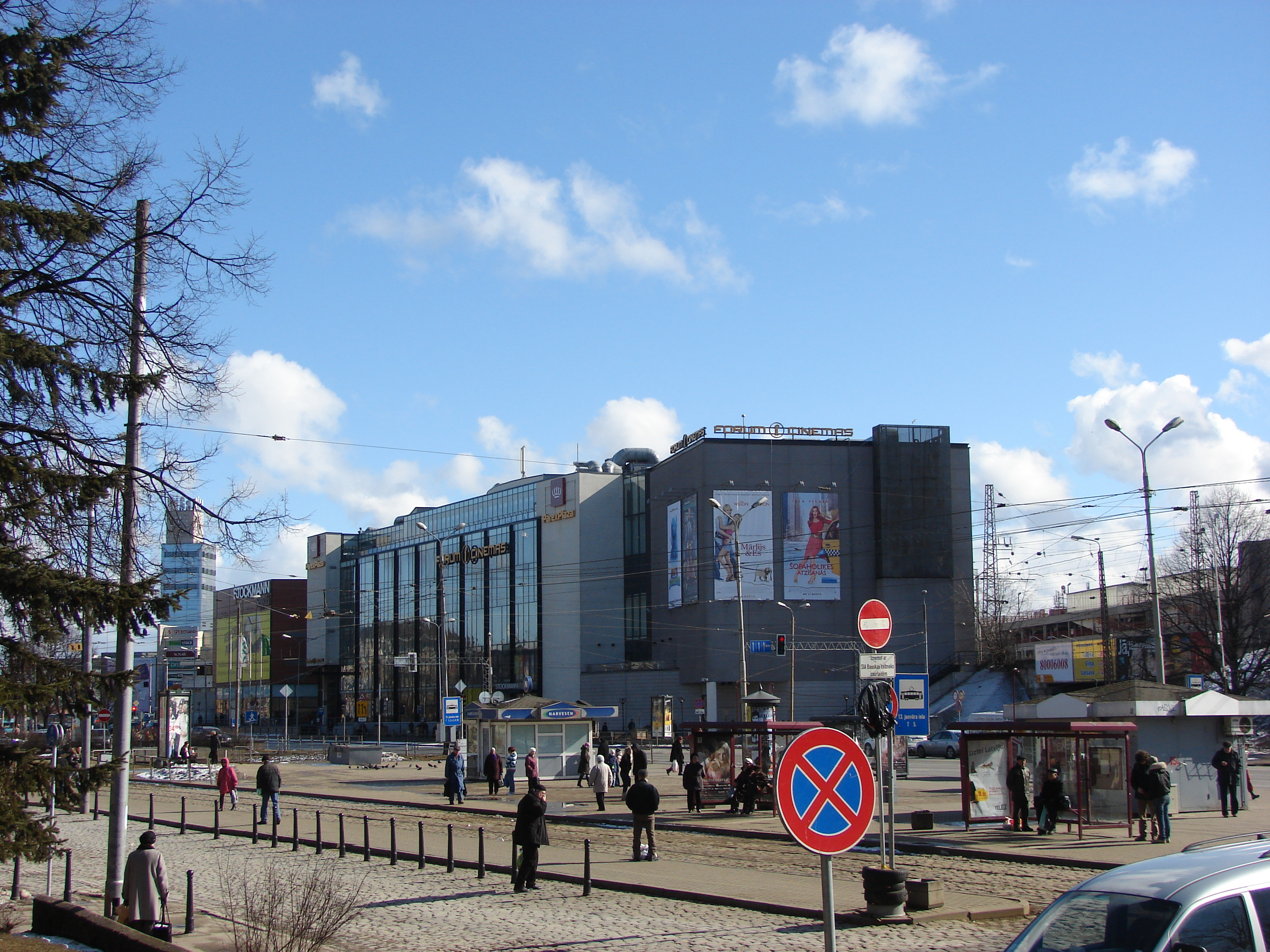
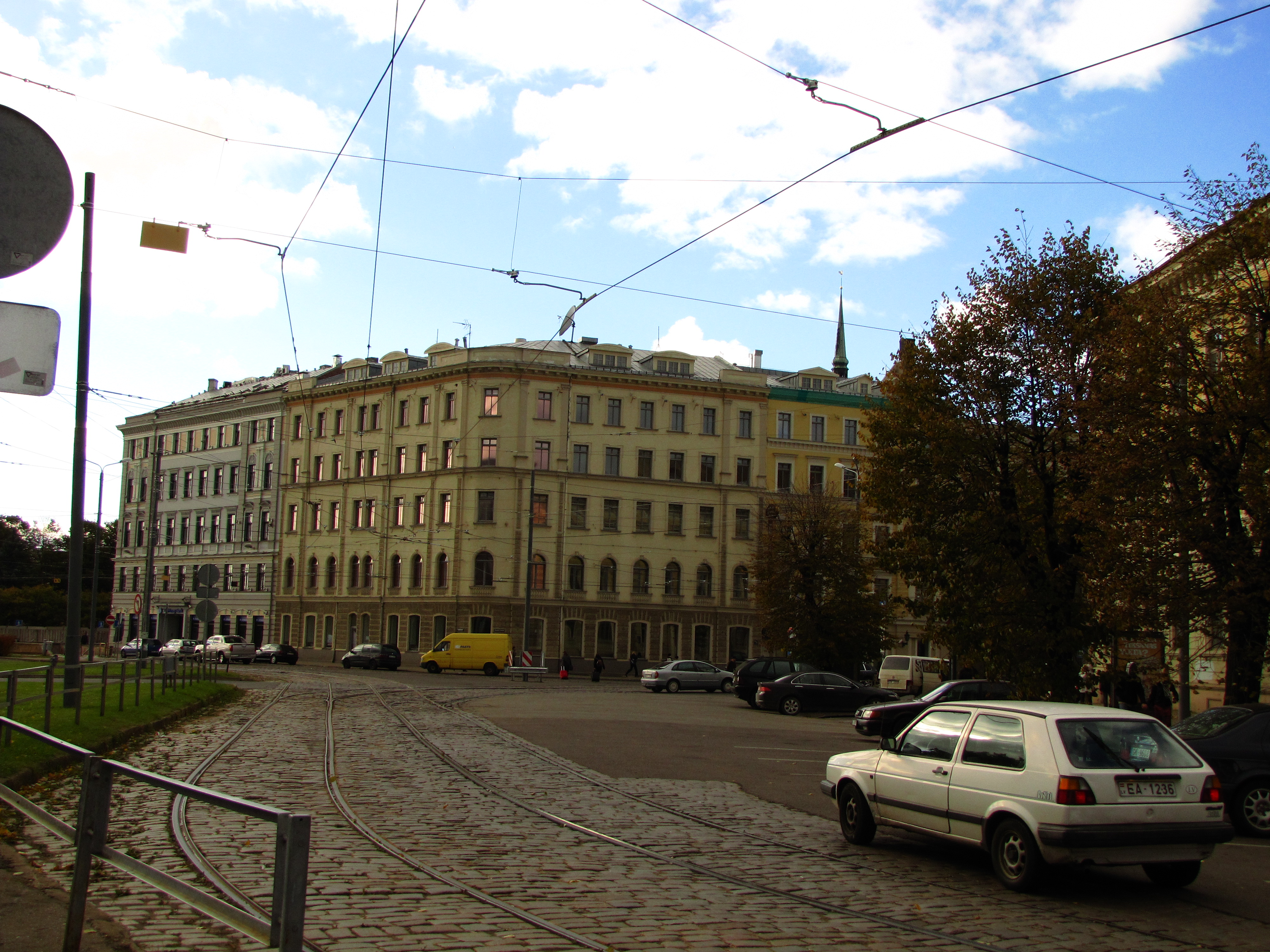